# Evangélikus templom (Kaposvár)
A kaposvári evangélikus templom a város egyik helyi építészeti védelem alatt álló épülete. Az 1929-ben elkészült építmény a település evangélikus hívőinek egyetlen temploma.

## Története

### Az első imaház
Az evangélikusok kis számban ugyan, de évszázadok óta jelen voltak Kaposváron. A 19. század elején még csak néhány tucat élt belőlük a településen, de számuk folyamatosan emelkedett, a 20. század elején pedig már megindult gyülekezeti életük is. 1902-ben a helyi reformátusokkal történt megállapodás alapján közös (de nem egyesült) gyülekezetet alkottak a két protestáns egyház kaposvári hívei, az evangélikusok a város református templomában tartották istentiszteleteiket.
Ez a helyzet egészen 1916-ig állt fenn, amikor az evangélikusok önálló gyülekezetet alapítottak, és saját imaházat béreltek. A háború miatti katonai lefoglalások következtében a városban nehéz volt szabad épületet találni, ezért végül a mai Teleki utcában álló, 1891-ben épült egykori tűzoltószertár épületét rendezték be imaháznak. A földszint nagy termében karzatot építettek és itt tartották az istentiszteleteket, az emeleten pedig a lelkészlakás kapott helyet. Az új imaház felavatására 1917. január 21-én került sor Kapi Béla püspök közreműködésével.

### A jelenlegi templom
1925 májusában döntött úgy az evangélikusok közgyűlése, hogy saját templomot fognak építeni. A várostól és Somogy vármegyétől megkapták a Honvéd téren az éppen akkor kialakítandó új park (a mai Berzsenyi park) nyugati szomszédságában elterülő, 510 négyszögöles telket, és bár anyagi segítséget nyújtott az országos egyház, az egyházkerület és még a kultuszminisztérium is, mégis arra kényszerültek, hogy az egyházi adót megduplázzák, 50 000 pengős kölcsönt vegyenek fel, a hívektől pedig „téglajegyek” formájában önkéntes adományokat is gyűjtsenek. Végül összegyűlt az elegendő forrás, így elkezdődhetett az építkezés.
A templom a Sándy Gyula műegyetemi tanár által tervezett tizenkettedik templom volt. A munkálatokat Harsányi Géza vezette, a lakatosmunkákat Dausek Géza végezte, a kőfaragásokat Borovitz Imre készítette, az oltár és a szószék a Mihalovits testvérek alkotásai, míg az oltárképet Halvax Gyula későbbi festőművész (akkor még csak akadémiai hallgató) adományozta a templomnak. Az elkészült épület felavatására 1929. június 23-án került sor, a szertartást ismét Kapi Béla vezette.
Az 1990-es évekbben új lelkészlakást építettek az udvar felé, a régit pedig gyülekezeti házzá alakították. Ezt 1996-ban szentelte fel Harmati Béla püspök.

## Az épület
A vörös téglákból épült templom hagymakupolás tornya, és az azon található bejárata keleti irányba, a park felé néz. A fő templomtest alaprajza görögkereszt: jobb oldalon található a szószék, középen az oltár, bal oldalon pedig a gyermekek keresztelőhelye van. Az épületen az eklektika és a szecesszió jegyei is megjelennek (különösen szembetűnőek a magyaros növényi díszítések), míg a bélletes főkapu és a legtöbb nyílásforma neoromanikus stílusú.